# Bonaly Reservoir
Das Bonaly Reservoir ist ein Stausee in Schottland.

## Geographie
Der etwa 230 m lange und 160 m breite See liegt auf einer Höhe von rund 350 m im Süden der Council Area Edinburgh an der Westflanke der Pentland Hills. Rund 1,5 km nördlich beginnen die südlichen Ausläufer Edinburghs. Östlich beziehungsweise südlich erheben sich Capelaw Hill (454 m) und Harbour Hill (421 m).
Verschiedene Bergbäche speisen den kleinen Stausee. Einziger Abfluss ist der Dean Burn, der vom Nordufer abfließt. Er mündet nach wenigen hundert Metern in den Bonaly Burn, der aus den westlich gelegenen Stauseen Torduff Reservoir und Clubbiedean Reservoir abfließt. Der abschließende Erdwall ist mit Stein verstärkt.

## Geschichte
Die Bauarbeiten zur Stauung des Dean Burn wurden 1853 abgeschlossen. Auf einer Karte der Ordnance Survey aus dem Jahre 1855 ist das Bonaly Reservoir zwar namentlich bezeichnet, jedoch nicht als See eingezeichnet. Erst auf der rund 40 Jahre später entstandenen Neuauflage ist am Standort ein See zu sehen. Der Stausee dient der Wasserversorgung von Edinburgh.